# Réserve naturelle régionale des grottes de la côte de la Baume
La réserve naturelle régionale des grottes de la côte de la Baume (RNR318) est une réserve naturelle régionale (RNR) située en Bourgogne-Franche-Comté. Classée en 2017, elle est intégrée au réseau de réserves naturelles régionales "cavités à chiroptères", qui vise la protection des chauves-souris et de leur habitat.

## Localisation

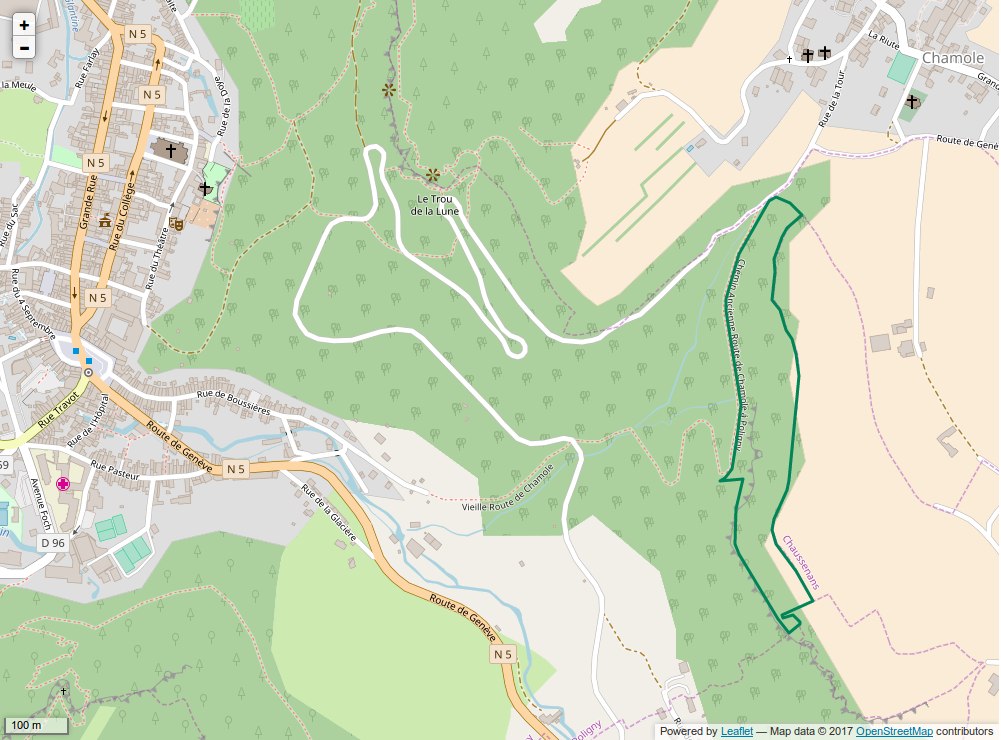
Périmètre de la réserve naturelle.

Le territoire de la réserve naturelle est situé dans le département du Jura, sur la commune de Poligny. La réserve naturelle se trouve sur le flanc de la reculée de Vaux-sur-Poligny où s'ouvrent deux cavités. Cette réserve naturelle a été créée principalement pour la préservation des cavités naturelles, expliquant sa surface réduite.

## Histoire du site et de la réserve
La loi "Démocratie de proximité" de 2002 a entraîné le transfert de certaines compétences aux Régions et la caducité de l'agrément Réserve naturelle volontaire. Trois sites d’importance pour les chauves-souris ont ainsi perdu leur statut de protection à cette période.
Aussi, en étroite collaboration avec l'ex-région Franche-Comté, la CPEPESC Franche-Comté a étudié la faisabilité de création d’un réseau de Réserves naturelles régionales pour la protection des chiroptères et de leurs habitats, qui a abouti au classement de 7 réserves en 2015 et 2017.

## Écologie (biodiversité, intérêt écopaysager…)
Les parcelles concernées présentent une forêt de pente, laissée en évolution libre depuis plus de 20 ans. De belles érablaies à Scolopendre des pentes froides à éboulis grossiers peuvent notamment être observées. Cet habitat est considéré comme d’intérêt prioritaire au titre de la Directive européenne "Habitat, Faune, Flore". 

### Flore

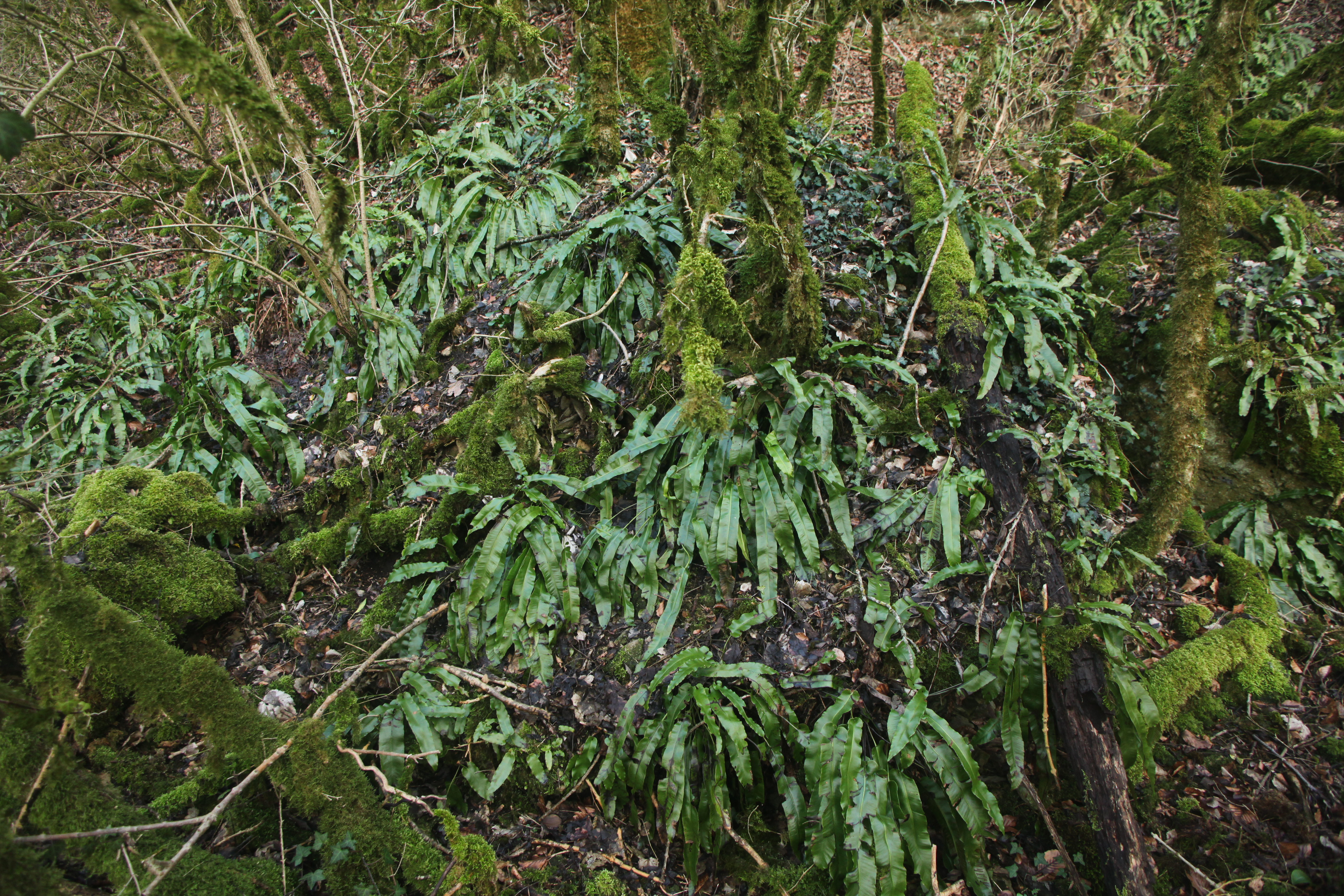
Scolopendre

Les pentes d'éboulis sont colonisées par la fougère Scolopendre.

### Faune
La réserve naturelle s’inscrit dans un ensemble cohérent de milieux souterrains protégés pour les chauves-souris. La grotte fait notamment partie du réseau des cavités utilisées par le Minioptère de Schreibers, tout au long de son cycle biologique annuel (hibernation, transit, mise-bas).
Quatorze espèces, ou groupes d’espèces, de chauves-souris fréquentent actuellement cette cavité, avec la prédominance de plusieurs espèces sensibles au niveau franc-comtois. Le Minioptère de Schreibers (Miniopterus schreibersii) fréquente les cavités lors des périodes de transit de printemps et d’automne avec des effectifs qui atteignent 200 individus. Le Grand rhinolophe (Rhinolophus ferrumequinum) utilise une de ces cavités comme gîte de mise-bas. Cette colonie d’environ 150 individus passe l’hiver dans la grotte voisine. Ces grottes constituent également un site refuge d’hibernation pour d’autres espèces, appartenant à la famille des Vespertillonidés.
Outre les chauves-souris, le Faucon pèlerin fréquente les falaises.

## Intérêt touristique et pédagogique
Le milieu souterrain est fragile et toute modification même minime du biotope est à éviter. La fréquentation humaine dans les sites d’hibernation ou d’estivage des chauves-souris est responsable de la mortalité d’individus, ou de leur report vers d’autres sites moins favorables.
En conséquence, l’accès à la Grotte de la Rivière de la Baume est autorisé au public uniquement du 1er juin au 31 octobre et l’accès à la Grotte du Trou de la Baume est autorisé au public uniquement du 16 octobre au 14 avril.
En dehors de ces périodes, l’accès aux grottes est interdit au public. De plus, certains oiseaux rupestres remarquables utilisent les falaises comme aire de reproduction. Une partie de la réserve est ainsi également concerné par un Arrêté préfectoral de protection de biotope et certaines activités sont interdites du 15 février au 15 juin pour garantir la tranquillité du milieu et des espèces associées.

## Administration, plan de gestion, règlement
La CPEPESC Franche-Comté a été désignée gestionnaire de ce réseau par arrêtés du 12 octobre 2015 et 22 décembre 2017.

### Outils et statut juridique
Ce site bénéficie de plusieurs outils au service de la conservation du patrimoine naturel :
- ZNIEFF de type I RECULEE DE VAUX SUR POLIGNY (depuis 2009).

- ZSC Natura 2000 Réseau de cavités à Minioptère de Schreibers (depuis 2015).

- APPB Corniches Calcaires Du Département Du Jura (Site n°69, le Baudoyen) (par arrêté n°186-0010 du 5 juillet 2013).

- RNR des Grottes de la Côte de la Baume (par délibération du Conseil régional n°17AP-261 du 17 novembre 2017).

### Plan de gestion
La législation prévoit qu’une fois que le gestionnaire d’une réserve naturelle est désigné, il élabore un plan de gestion. Ce document comprend un état des lieux du patrimoine naturel, historique et culturel du site, ainsi que les objectifs que le gestionnaire s’assigne en vue de la protection des espaces naturels de la réserve. Une fois rédigé, le projet de plan de gestion est présenté devant le Comité consultatif de gestion et le Conseil scientifique régional du patrimoine naturel (CSRPN) pour avis.
Après une phase de concertation préalable, le gestionnaire a présenté un plan de gestion unique pour l'ensemble des réserves du réseau "cavités à chiroptères". Approuvé à l’unanimité par la commission permanente du Conseil régional de Bourgogne-Franche-Comté le 27 septembre 2019, ce réseau est maintenant doté d’un premier document cadre pour les cinq ans à venir.
L’enjeu principal concerne la préservation de la fonctionnalité de ce réseau de gîtes pour 6 espèces prioritaires : Le Minioptère de Schreibers, le Petit murin, le Rhinolophe euryale, le Grand rhinolophe, le Petit rhinolophe et le Murin à oreille échancrées. Au total, ce sont près de 70 actions qui ont été planifiées pour conserver cet enjeu prioritaire. A travers ces actions, la préservation des habitats forestiers remarquables sera également prise en compte.
Une version simplifiée du plan de gestion a été rédigée pour en faciliter la lecture.

### Cadre réglementaire
De par ses classements en APPB et RNR, ce site est soumis à une réglementation stricte, détaillée dans les arrêté et délibération de classement.